# Pat (ägyptische Mythologie)
Pat ist eine altägyptische Gottheit.

## Geschichtliche Entwicklung
Diese Gottheit ist seit dem Mittleren Reich belegt. Während in dieser Epoche die „Pat-Menschen“ die Götter im Gotteszelt „preisen“, verehren im Neuen Reich die „Pat-Menschen“ gemeinsam mit den Rechit die Gottheit Amun. Ergänzend wird im Neuen Reich erwähnt, dass die „Pat-Menschen“ den Verstorbenen „nicht schädigen können“. Die Gottheit der „Pat-Menschen“ tritt zudem in weiteren „Pat-Nebenformen“ auf.  
In der griechisch-römischen Zeit symbolisiert eines der drei Mut-Gesichter das Gesicht eines „Pat-Menschen“, der die weiße Krone des Südens sowie die rote Krone des Nordens trägt. Ihre Ehrerbietung bringen sie dem neugeborenen Götterkind dar. Der Verstorbene sieht die „Pat-Menschen mit einer Areq-Binde auf dem Kopf“, während die Rechit eine „Peri-Binde an ihrem Hals“ tragen.

## Darstellung
Ikonografisch tritt die Gottheit „Pat-Menschen“ einerseits als Gruppe von drei knienden Personen in Jubelhaltung auf, die ihren Arm erhoben haben. Andererseits zeigt sich die Gottheit „Pat-Menschen“ als geflügelte Göttin mit Doppelkrone. Hinter und vor dem Kopf der Göttin befinden sich zwei Geierköpfe mit einer Doppelfederkrone.